# Quirino (Isabela)
Quirino è una municipalità di quinta classe delle Filippine, situata nella Provincia di Isabela, nella Regione della Valle di Cagayan.
Quirino è formata da 21 baranggay:
- Binarzang
- Cabaruan
- Camaal
- Dolores
- Luna
- Manaoag
- Rizal
- San Isidro
- San Jose
- San Juan
- San Mateo
- San Vicente
- Santa Catalina
- Santa Lucia (Pob.)
- Santiago
- Santo Domingo
- Sinait
- Suerte
- Villa Bulusan
- Villa Miguel (Ugak)
- Vintar